# National Portrait Gallery (États-Unis)
 (juillet 2025).
Motif : manque de sources, pas d'historique du musée, rien sur le pourquoi et le comment de sa créations, impasse sur sa spécificité, rien sur ses conservateurs, etc... la liste serait longue
Pour les articles homonymes, voir National Portrait Gallery.
La National Portrait Gallery est un musée d'art ouvert en 1968 et situé à Washington aux États-Unis.

## Collection
Sont exposés des chefs-d’œuvre remarquables :
- au premier étage :
  - un tableau de Edward Hopper : Cape Cod Morning, réalisé en 1950 ;
  - un tableau de Henry Inman, de 1830 : Sequoyah ;
- au deuxième étage :
  - une photographie d'Abraham Lincoln prise en 1865 par Alexander Gardner ;
  - le tableau de l’impressionniste américain Childe Hassam : The South Ledges, Appledore, de 1913 ;
  - la peinture monumentale de Nelson Shanks (en), The four Justices, de 2012 ;
  - la dernière pièce maîtresse du peintre Albert Bierstadt : Among the Sierra Nevada, California, de 1868 ;
- au troisième étage :
  - le Portrait de Mnonja, de Mickalene Thomas, de 2010 ;
  - le tableau qui revisite un chef-d’œuvre de Leutze : Shimomura Crossing the Delaware par Roger Shimomura (en) créé en 2010 ;
  - Cat's Cradle de Henry Casselli (en) ;
  - Electronic Superhighway : Continental U.S., Alaska, Hawaï par Nam June Paik de 1995.

Depuis février 2018, Michelle et Barack Obama sont désormais exposés au musée national des portraits à Washington. Michelle et Barack Obama ont choisi deux artistes afro-américains pour réaliser leurs portraits.